# Марія Вальверде
Марі́я Вальве́рде (ісп. María Valverde; нар. 24 березня 1987, Мадрид) — іспанська акторка кіно, відома ролями в таких фільмах, як Одкровення Мелісси, Борджіа, Тріщини, Слабкість більшовика і Три метри над рівнем неба.

## Біографія
Народилася 24 березня 1987 в Мадриді, в районі Карабанчель (ісп. Carabanchel), у творчій родині. Майже всі її рідні пов'язані з мистецтвом: батько Марії — художник, її мати — за професією скульпторка, працює медсестрою; дідусь — директор театру.
З дитинства Марія любила дивитися кінофільми. Постійно бачачи улюблених акторок на екрані, вона мріяла стати відомою акторкою. Поєднуючи навчання в школі і коледжі з навчанням театральному мистецтву, вже в 10 років зіграла першу роль у виставі.
У 2003 році 16 років вона дебютувала в кіномистецтві і вперше стала відома завдяки фільму Слабкість більшовика режисера Мануела Мартіна Куенца. За головну роль у цьому фільмі поряд із Луїсом Тосар у 2004 році отримала премію Гойя як Найкраща молода акторка. Потім виконала ролі ще у двох іспанських картинах — «Vorvik» і «Поза тілом».
У 2005 році запрошена до Італії на зйомки фільму Меліса: інтимний щоденник. У цій кінострічці Луки Гуаданьіно за скандальним романом італійської письменниці Мелісси Панарелло Сто дотиків (Щоденник Мелісси), вона виконала головну роль підлітки, яка починає своє сексуальне життя.
Ще однією серйозною роботою Вальверде став фільм «Борджіа», знятий Антоніо Ернандесом, в якому вона виконала роль Лукреції Борджіа.

## Фільмографія
1. 2003 — Слабкість більшовика
2. 2003 — Cuando nadie nos mira
3. 2004 — Поза тілом
4. 2005 — Vorvik
5. 2005 — Одкровення Мелісси
6. 2006 — Борджіа
7. 2006 — Válido para un baile
8. 2007 — Злодії
9. 2007 — Король гори
10. 2007 — Людина з піску
11. 2008 — Дружина анархіста
12. 2009 — Тріщини
13. 2010 — Три метри над рівнем неба
14. 2011 — Мадрид 1987
15. 2011 — Мул
16. 2012 — Я хочу тебе
17. 2014 — Вихід: Боги та царі
18. 2016 — Голем Лаймхаузу
19. 2018 — Галвестон

## Премії та нагороди
- 2004 — переможниця Премії Гойя, Найкращий жіночий акторський дебют, у фільмі Слабкість більшовика
- Премія Макс Фактор Найкрасивіша особа в іспанському кіно, Міжнародний кінофестиваль у Сан-Себастьяні, 2005 рік.